# Catochrysops pepe
Catochrysops pepe är en fjärilsart som beskrevs av Hopkins 1927. Catochrysops pepe ingår i släktet Catochrysops och familjen juvelvingar. Inga underarter finns listade i Catalogue of Life.